# Paul II Cheikho
Paul II Cheikho (1906 - 1989) là một Thượng phụ người Iraq của Giáo hội Công giáo nghi lễ Chaldeans, trực thuộc Giáo hội Công giáo Rôma. Ông nguyên là Thượng phụ Tòa Thượng phụ Babylon, Chủ tịch Hội đồng Giáo hội Chaldeans và Chủ tịch Hội đồng các Giáo hội Công giáo tại Iraq. Trước khi trở thành Thượng phụ của Babylon, ông còn đảm trách nhiều nhiệm vụ khác như Giám mục chính tòa của các giáo phận Giáo phận Mossul, Giáo phận Aleppo và Giáo phận Aqrā. Ông cũng là một trong số các nghị phục tham dự đầy đủ bốn giai đoạn của Công đồng Vatican II.

## Tiểu sử
Thượng phụ Paul II Cheikho sinh ngày 19 tháng 11 năm 1906 tại Alquosh, thuộc Iraq. Sau quá trình tu học dài hạn tại các cơ sở chủng viện theo quy định của Giáo luật, ngày 16 tháng 2 năm 1930, Phó tế Cheikho, 24 tuổi, tiến đến việc được truyền chức linh mục.
Sau 17 năm thực hiện các hoạt động mục vụ trên tư cách là một linh mục, ngày 22 tháng 2 năm 1947, linh mục Cheikho được chọn làm Giám mục chính tòa Giáo phận Aqrā (Akra), nghi lễ Chaldeans. Lễ tấn phong cho vị tân chức được cử hành trọng thể sau đó vào ngày 4 tháng 5 sau đó, với phần nghi thức chính yếu của việc truyền chức do 4 giáo sĩ cấp cao đảm trách. Chủ phong cho vị giám mục tân cử là Tổng giám mục Hormisdas Etienne Djibri, Tổng giám mục chính tòa Tổng giáo phận Kerkūk, nghi lễ Chaldeans. ba vị khác trong vai trò phụ phong gồm có Tổng giám mục Athanase Cyrille Georges Dallal, Tổng giám mục chính tòa Tổng giáo phận Mossul, nghi lễ Syria, Tổng giám mục Jean Nissan, Tổng giám mục Tổng giáo phận Zaku, nghi lễ Chaldeans và Tổng giám mục Yousef VII Ghanima, Giám mục phụ tá Tòa Thượng phụ Babylon nghi lễ Chaldeans.
Mười năm trên cương vị Giám mục chính tòa Aqrā của Giám mục Cheikho chấm dứt bằng quyết định thăng Giám mục này trở thành Tổng giám mục, chức danh Tổng giám mục chính tòa Tổng giáo phận Aleppo (Beroea, Halab), nghi lễ Chaldeans. Quyết định được phổ biến ngày 28 tháng 6 năm 1957. Bất ngờ, một năm sau đó, ngày 13 tháng 12 năm 1958, Hội đồng Giáo hội Công giáo Chaldeans nhóm họp, quyết định chọn Tổng giám mục Cheikho làm Thượng phụ Tòa Thượng phụ Babylon và Tổng giám mục chính tòa Tổng giáo phận Baghdad. Phía Giáo hội Công giáo Rôma tái xác nhận và công bố chuẩn thuận vào ngày 13 tah1ng 3 năm 1959.
Sau 20 năm làm Tổng giám mục Baghdad, ông từ nhiệm vị trí này vào ngày 20 tháng 12 năm 1979, nhưng vẫn giữ chức vị Thượng ph5u Babylon. Thượng phụ Paul II Cheikho qua đời sau đó vào ngày 13 tah1ng 4 năm 1989, thọ 82 tuổi.